# Кузовино (Могилёвская область)
Кузови́но (бел. Кузаві́на) — деревня в составе Паршинского сельсовета Горецкого района Могилёвской области Республики Беларусь.

## Население
- 1999 год — 137 человек
- 2010 год — 95 человек